# Siglo
Un siglo (del latín saeculum) o centuria es una unidad de tiempo equivalente a un periodo de cien años. De la propia definición de siglo se deduce que el siglo I terminó el 31 de diciembre del año 100, y el siglo XX acabó el 31 de diciembre del año 2000. Por ello el siglo XXI se inició el 1 de enero de 2001. Actualmente los siglos se representan con números romanos debido a la gran influencia de este gran imperio que creó uno de los primeros calendarios.
| Milenio                  | Siglos    | Siglos      | Siglos        | Siglos       | Siglos      | Siglos     | Siglos      | Siglos       | Siglos      | Siglos     |
| ------------------------ | --------- | ----------- | ------------- | ------------ | ----------- | ---------- | ----------- | ------------ | ----------- | ---------- |
| IV a. C.                 | XL a. C.  | XXXIX a. C. | XXXVIII a. C. | XXXVII a. C. | XXXVI a. C. | XXXV a. C. | XXXIV a. C. | XXXIII a. C. | XXXII a. C. | XXXI a. C. |
| III a. C.                | XXX a. C. | XXIX a. C.  | XXVIII a. C.  | XXVII a. C.  | XXVI a. C.  | XXV a. C.  | XXIV a. C.  | XXIII a. C.  | XXII a. C.  | XXI a. C.  |
| II a. C.                 | XX a. C.  | XIX a. C.   | XVIII a. C.   | XVII a. C.   | XVI a. C.   | XV a. C.   | XIV a. C.   | XIII a. C.   | XII a. C.   | XI a. C.   |
| I a. C.                  | X a. C.   | IX a. C.    | VIII a. C.    | VII a. C.    | VI a. C.    | V a. C.    | IV a. C.    | III a. C.    | II a. C.    | I a. C.    |
| I                        | I         | II          | III           | IV           | V           | VI         | VII         | VIII         | IX          | X          |
| II                       | XI        | XII         | XIII          | XIV          | XV          | XVI        | XVII        | XVIII        | XIX         | XX         |
| III                      | XXI       | XXII        | XXIII         | XXIV         | XXV         | XXVI       | XXVII       | XXVIII       | XXIX        | XXX        |
| IV                       | XXXI      | XXXII       | XXXIII        | XXXIV        | XXXV        | XXXVI      | XXXVII      | XXXVIII      | XXXIX       | XL         |
| Tablas anuales de siglos |           |             |               |              |             |            |             |              |             |            |

## Equivalencias de otras unidades de tiempo en siglos
- 100 años son un siglo.
- 20 lustros son un siglo.
- 10 décadas son un siglo.
- Un milenio son 10 siglos.